# سوراج شرما
سوراج شارما (بالإنجليزية: Suraj Sharma) مواليد 21 مارس 1993 في نيودلهي، الهند، هو ممثل هندي بدأ مسيرته الفنية عام 2010.

## الأعمال

### أفلام
- حياة باي (فيلم) (الدور: بي باتل)

## الترشيحات والجوائز
| السنة | الحدث                               | الفئة                      | النتيجة  |
| ----- | ----------------------------------- | -------------------------- | -------- |
| 2012  | جوائز الأكاديمية البريطانية للأفلام | نجم صاعد                   | ترشـيـح  |
| 2012  | جوائز اختيار النقاد للأفلام         | أفضل ممثل شاب              | ترشـيـح  |
| 2013  | جوائز إم تي في للأفلام              | أفضل اداء                  | ترشـيـح  |
| 2013  | جوائز إم تي في للأفلام              | أفضل اداء خائف             | فـــــوز |
| 2013  | جائزة زحل                           | أفضل أداء لممثل صغير بالسن | فـــــوز |

## روابط خارجية
- مقالات تستعمل روابط فنية بلا صلة مع ويكي بيانات